# IC 945
IC 945 ist eine Spiralgalaxie vom Hubble-Typ Sb im Sternbild Kleiner Bär am Nordsternhimmel. Sie ist schätzungsweise 409 Millionen Lichtjahre von der Milchstraße entfernt.
Das Objekt wurde am 7. Juni 1888 von dem US-amerikanischen Astronomen Lewis Swift entdeckt.